# 天使の耳
『天使の耳』（てんしのみみ）は、東野圭吾による日本の短編推理小説集。1992年、『交通警察の夜』の題名で実業之日本社より単行本が刊行。1995年、『天使の耳』に改題されて講談社文庫版が発売された。
2009年に収録作の「分離帯」が漫画化され、2023年にテレビドラマ化された。

## あらすじ
全6篇からなり、全篇とも日常起こりうる交通事故がもたらす人々の運命の急転を活写している。
天使の耳
深夜の交差点で車同士の衝突事故が発生する。一方の運転手は信号は青だったと証言し、もう一方の運転手は死亡。果たしてどちらの車が信号無視をしていたのだろうか。その時、死亡した運転手の後ろの座席に乗っていた盲目の妹が兄は事故の被害者であると主張し始めた。
分離帯
深夜、車を走らせていた男は前方のトラックが分離帯を越えてしまうという事故を目撃する。その直後に彼は、路上駐車していた黒い車が発進したのを目撃していた。
危険な若葉
男は初心者の車をあおり、事故を起こさせてしまった。慌てて車を降りると、相手の運転手には息があり、彼に何か言ったようであった。
通りゃんせ
男は雪の日に車を路上駐車していが、その車に傷を付けられ憤った。その後、傷をつけた者から電話があり、車の修理代を全額払うと言う。
捨てないで
高速道で、高級車から投げ捨てられた空き缶が婚約者の左目にぶつかり、彼女は失明してしまった。彼は空き缶だけを頼りに彼女の失明の原因をつくった車を探し始める。
鏡の中で
深夜の交差点で奇妙な事故が発生。右折しようとした車が反対車線に入り、停止中のバイクと衝突。現場の証拠も、運転手の証言も不自然であった。

## 登場人物

### 天使の耳
陣内 瞬介
交通課の警察官。
友野 和雄
運転手の一方。軽症であった。
畑山 瑠美子
友野の車に乗っていた女子大生。
御厨 健三
運転手の一方。死亡。
御厨 奈穂
御厨の車に乗っていた彼の妹。高校2年生。

### 分離帯
世良 一之
交通課の警察官。
向井 恒夫
トラック運転手。死亡。
望月
トラックの後方を走っていた車の運転手。
菅沼 彩子
向井の妻。
石井
黒い車の運転手。

### 危険な若葉
三上
交通課の警察官。
斉藤
刑事課の警察官。
福原 映子
事故を起こした初心者運転手。
福原 真知子
福原の妹。
森本 恒夫
煽った側の運転手。

### 通りゃんせ
佐原 雄二
当てられた車の持ち主。
尚美
佐原の恋人。
前村 敏樹
佐原の車を当て逃げした人物。

### 捨てないで
田村 真智子
空き缶が左目に当たり失明。
深沢 伸一
真智子の婚約者。
斉藤 和久
高級車の運転手。
春美
斉藤の愛人。
斉藤 昌枝
斉藤の妻。

### 鏡の中で
織田
交通課警察官。
中野 文貴
事故を起こした運転手。東西化学陸上部のコーチ。元長距離選手。
高倉
東西化学陸上部の監督。元マラソン選手。
田代 由利子
東西化学陸上部のマラソン選手。

## 書誌情報
- 『交通警察の夜』（単行本）：1991年12月1日発売、実業之日本社、ISBN 978-4-40-853163-2
- 『交通警察の夜 特別版』（単行本）：2002年1月17日発売、実業之日本社、ISBN 978-4-408-53163-2 - 著者による自作解説「十年ぶりのあとがき」を収録
- 『天使の耳』（文庫本）：1995年7月6日発売、講談社、ISBN 978-4-06-263016-0

## 漫画
2009年に収録作の「分離帯」を原作に、大竹ともによる作画で書き下ろしで漫画化された。

### 書誌情報（漫画）
東野圭吾（原作） / 大竹とも（作画） 『東野圭吾ミステリースペシャル　～レイクサイド 分離帯～』、全1巻
- 2009年1月29日発売[1]、ISBN 978-4-408-17164-7 - 別作品『レイクサイド』(作画・日下部拓海)を同時収録

## テレビドラマ
『天使の耳〜交通警察の夜』（てんしのみみ こうつうけいさつのよる）のタイトルで、2023年3月20日に NHK BS4Kで放送（前後編の一挙放送）。同年6月10日・17日にNHK BSプレミアムでも放送された（前後編の全2回）。
2024年4月2日から4月23日まで、地上波のNHK総合「ドラマ10」枠にて再編集版が全4回で放送された。
原作の各話は完全に独立し事件にあたる警察官もすべて別の人物であるが、ドラマではこの6編から「鏡の中で」を除く5編を組み合わせて再構成。連続して起こる事件を陣内と金沢らが担当するという構造になっている。

### キャスト

#### 主要人物
陣内瞬（じんない まどか）〈25〉
演 - 小芝風花（幼少期：落井実結子）
総務課から交通課に配属されたばかりの新人交通警察官。
金沢行彦（かなざわ ゆきひこ）〈48〉
演 - 安田顕
交通課の巡査部長。瞬の教育係で彼女とバディを組む。

#### 警察関係者
斎藤多華子
演 - 檀れい
交通課課長。
世良一之
演 - 溝口琢矢
交通課巡査部長。イケメン担当？
織田涼子
演 - 吉住
交通課巡査部長。猫好き。
赤塚勇気
演 - 植木祥平
交通課巡査部長。肉体派。
長谷部
演 - 前川泰之
刑事課刑事。
山村
演 - 東貴博
刑事課長。
西本
演 - 小松利昌
県警本部 科捜研職員。自分が認めた人物じゃないと呼びかけに反応すらしない。
警察署長
演 - 大河内浩
野島
演 - 窪塚俊介
制服警官。
警察無線
声 - 片山公輔
交通事故を伝える本部共通1系無線の声。

#### 交差点衝突事故関係者
御厨奈穂
演 - 飯沼愛
衝突事故車の同乗者。視覚障がい者。
御厨健三
演 - 山下航平
衝突事故車のドライバー。奈穂の兄。事故死する。
御厨雅代
演 - 中島ひろ子
健三、奈穂、友紀の母。
御厨友紀
演 - 小泉のん
奈穂の妹。
友野和雄
演 - 草川拓弥（超特急）
御厨健三の衝突事故の相手方ドライバー。
畑山瑠美子
演 - 足立梨花
友野和雄の車の同乗者。
加瀬
演 - 前田航基
衝突事故直後に撮影した動画を警察に情報提供する。
石田翔太
演 - 七瀬公
事故発生後3日経ってから「事故を目撃していた」と警察署に現れた人物。
- 青木鉄仁[12]

#### 分離帯事故周辺人物
向井恒夫
演 - 伊東潤
白石街道で分離帯に突っ込んで横転事故を起こした「ライナー運送」のドライバー。
向井彩子
演 - 内藤理沙
向井恒夫の妻。
石井聡子
演 - 山下容莉枝
現場近くに路上駐車していて事故直後に急発進して去ったシルバーの外車の運転手。
望月浩二
演 - ノモガクジ
対向車線から事故を目撃した人物。
太田吉男
演 - 阿部亮平
事故を起こしたトラックの後ろを走っていた車のドライバー。
医師
演 - 山賀教弘
向井恒夫の担当医。

#### あおり事故周辺人物
福原映子
演 - 泉里香
初心者マークの事故車ドライバー。少し前に天音橋でマネキンか何かを不法投棄している男性を見たとも証言していた。
福原真智子
演 - 中村ゆりか
福原映子の妹。看護師。
森本恒夫
演 - 稲葉友
「森沢テニススクール」のテニスコーチ。山道で福原映子の乗用車をあおり、当て逃げした。
船橋
演 - 橋本一郎
福原映子の事故の通報者。
医師
演 - 土屋佑壱
交通事故後に入院した福原映子の担当医師。
中井春平
演 - 那須泰斗
沼上川で全裸の水死体で発見された男性。
室井令美
演 - 米津れいみ
沼上川で死体で発見された中井春平のニュースを伝える記者。
富田
演 - 川瀬莉子
映子の同僚。美人の映子は出入り業者からも人気があったと証言する。
店主
演 - 山口森広
アジアン大衆食堂「サワディ庵」店主。中井春平が3日間だけバイトしていた。

#### 空き缶ポイ捨て事件関係者
田村真菜
演 - 森迫永依
白い外車からポイ捨てされた空き缶が左目に当たり失明した女性。
深沢伸一
演 - 小栗基裕
田村真菜の婚約者。
梨奈
演 - 石田ニコル
白い外車を探していた深沢伸一の前に現れた女性。実は福原映子の友達。

#### 路上駐車案件関係者
金沢絵美
演 - 星野真里
交通課 女性警察官。金沢行彦の妻だったが15年前に病死。幼い陣内は彼女に助けられて交通警察に憧れた。
佐原雄二
演 - 高島豪志
金沢行彦が発作を起こした妻を病院に運ぶ道中を塞いだ違法駐車の運転手。後に山道での転落事故で死去。

#### その他
DJ
声 - 赤坂泰彦
松任谷由実の「リフレインが叫んでる」をラジオで紹介するDJ。
夫婦
演 - 山西章博、大貫さん（夫婦のじかん）
衝突事故の目撃情報を求めて陣内瞬が訪れた肉屋の店主夫婦。
ナレーター
声 - 露木徳幸
若き日の斎藤多華子が出演していたテレビ番組「交通警察24時」のナレーター。

### スタッフ
- 原作 - 東野圭吾「天使の耳」
- 脚本 - 荒井修子
- 音楽 - Justin Night
- 制作統括 - 黒沢淳（テレパック）、小松昌代（NHKエンタープライズ）、長谷知記（NHK）
- 演出 - 河原瑶（テレパック）
- 制作・著作 - NHK

### 放送日程
| 各話 | 各話   | 放送日        | 放送日        | ラテ欄               | 視聴率 |
| BS4K | 地上波 | BS4K          | 地上波        | ラテ欄               | 視聴率 |
| ---- | ------ | ------------- | ------------- | -------------------- | ------ |
| 前編 | 第1話  | 2023年3月20日 | 2024年4月02日 | 交通事故に挑むバディ | 5.4%   |
| 前編 | 第2話  | 2023年3月20日 | 4月09日       | あおり運転と姉妹の謎 | 4.6%   |
| 後編 | 第3話  | 2023年3月20日 | 4月16日       | ポイ捨てが暴く犯人像 |        |
| 後編 | 第4話  | 2023年3月20日 | 4月23日       | 無自覚の罪を裁く?    |        |

| NHK総合 ドラマ10                       | NHK総合 ドラマ10                                  | NHK総合 ドラマ10                            |
| 前番組                                 | 番組名                                            | 次番組                                      |
| -------------------------------------- | ------------------------------------------------- | ------------------------------------------- |
| 正直不動産2 （2024年1月9日 - 3月12日） | 天使の耳〜交通警察の夜 （2024年4月2日 - 4月23日） | 燕は戻ってこない （2024年4月30日 - 7月2日） |